# Black Hill (Pentland Hills)
Der Black Hill ist ein Hügel in den Pentland Hills. Die 501 m hohe Erhebung liegt an der Westgrenze der schottischen Council Area Midlothian an der Westflanke der rund 25 km langen Hügelkette. Die Westflanke des Black Hills befindet sich bereits teilweise auf dem Gebiet der angrenzenden Council Area Edinburgh. Die nächstgelegenen Siedlungen sind das rund vier Kilometer nordwestlich gelegene Balerno sowie die Kleinstadt Penicuik fünf Kilometer südöstlich. Die Nachbarhügel sind der Hare Hill im Südwesten, der Bell’s Hill im Nordosten sowie Turnhouse Hill und Carnethy Hill im Osten.

## Umgebung
Zwei Stauseen umgeben den Black Hill. Der entlang der Ostflanke verlaufende Logan Burn wurde im Jahre 1851 zum Loganlea Reservoir aufgestaut, das zwischen Black Hill und Carnethy Hill gelegen ist. Das Reservoir entwässert in das nordöstlich gelegene Glencorse Reservoir, dessen Wasser schließlich in den North Esk abfließt, der entlang der Ostflanke der Pentland Hills verläuft.
In der Ebene westlich von Black Hill, entlang dem Bavelaw Burn wurde in den 1840er Jahren das deutlich größere Threipmuir Reservoir aufgestaut. Dieses entwässert in das Harlaw Reservoir, dessen Wasser schließlich in das Water of Leith abfließt, das entlang der Westflanke der Hügelkette verläuft. Beide Stauseen dienten der Wasserversorgung von Edinburgh.
Am Ufer des Loganlea Reservoirs befinden sich die Überreste eines kleinen Tower House namens Howlet’s House. Das Bauwerk stammt wahrscheinlich aus dem 15. oder 16. Jahrhundert. Die Überreste sind als Scheduled Monument geschützt.
An der Westflanke, zwischen Black Hill und Hare Hill, liegt das Herrenhaus Bavelaw Castle. Das in den 1620er Jahren entstandene Gebäude geht auf ein älteres Tower House am selben Standort zurück. Sowohl die schottische Königin Maria Stuart als auch Jakob I. von England sollen in diesem genächtigt haben. Um 1900 wurde Bavelaw Castle unter Mitwirkung von Robert Lorimer umgestaltet. Es ist als Denkmal der höchsten Kategorie A klassifiziert.